# Scaphochlamys
Scaphochlamys es un género de plantas con flores perteneciente a la familia Zingiberaceae. Comprende 33 especies descritas y de estas, solo 30 aceptadas. Es originario del Sur de Asia. 

## Taxonomía
El género fue descrito por John Gilbert Baker y publicado en The Flora of British India 6: 252. 1892. La especie tipo es: Scaphochlamys malaccana Baker. 

## Especies aceptadas
A continuación se brinda un listado de las especies del género Scaphochlamys aceptadas hasta febrero de 2013, ordenadas alfabéticamente. Para cada una se indica el nombre binomial seguido del autor, abreviado según las convenciones y usos:
- Lista de especies de Scaphochlamys